# 프란시스코 파본
프란시스코 "파코" 파본 바라오나(스페인어: Francisco "Paco" Pavón Barahona, 1980년 1월 9일, 마드리드 지방 마드리드 ~)는 은퇴한 스페인의 축구 선수로, 현역 시절 중앙 수비수로 활약했다. 그의 이름은 현역 시절 대부분을 보낸 레알 마드리드의 은하 군단 정책에 언급되었는데, 플로렌티노 페레스 회장은 지네딘 지단과 같은 고액의 거물 선수들과 파본과 같은 유소년부 출신들을 조합해 지단과 파본으로 충만한 선수단의 구축을 약속했다.
9시즌을 통틀어 파본은 125번의 라 리가 경기에 출전해 3골을 넣었고, 이 업적을 자신의 출신 구단과 사라고사에서 이룩했다.

## 축구 경력
마드리드 지방 마드리드 출신인 파본은 레알 마드리드의 유소년부 출신으로 2군 선수가 되기 전 밑바닥부터 차근차근 올라갔다. 2001년 10월 6일, 그는 산티아고 베르나베우에서 아틀레틱 빌바오를 상대로 라 리가 첫 경기를 치렀고, 이 경기에서 2-0으로 이긴 후 구단과 7년 계약을 맺었고, 그 시즌에 27번의 리그 경기에 더 뛰었고, 같은 시즌에 UEFA 챔피언스리그 우승도 경험했다.
이어지는 두 시즌 동안, 파본은 리그 경기를 51번 더 뛰었고, 2004년 5월 8일, 2-3으로 진 마요르카와의 안방 경기에서 드물게도 득점을 올렸다. 그의 비중은 이후 크게 줄어들었고, 2006-07 시즌에는 한 경기도 못치르기까지 이르렀다.
2007년 4월 25일, 언론은 파본이 프리미어리그 볼턴 원더러스와의 4년 계약과 전 동료 이반 캄포와의 재회가 임박한 것으로 추측했지만, 사실무근이었다. 그는 레알 마드리드에서 방출된 후 7월, 사라고사의 4년짜리 계약서에 서명했지만, 그 시즌에 8번의 리그 경기 출전에 그쳤고, 아라곤 연고 구단은 강등당했다.
2008-09 시즌, 파본은 세군다 디비시온에서 사라고사 소속으로 첫 골을 넣었는데, 전 시즌에 동반 강등되었던 레알 무르시아와의 안방 경기에서 2-1 승리에 일조했다. 그는 선수단에 힘을 더 보탰고, 사라고사는 1년 만에 1부 리그에 복귀했다.
2009-10 시즌, 파본은 3순위에서 4순위에 그친 수비수였지만, 2골을 득점하는데 성공했고, 사라고사는 1부 리그에 잔류했다. 2010년 여름 이적 시장 막판, 그는 아를 아비뇽으로 이적해, 전 레알 마드리드 동료 알바로 메히아와 재회했다.
2011년 11월, 파본은 풋볼 리그 챔피언십의 웨스트햄 유나이티드의 시험 훈련에 참가했지만, 성과 없이 끝났다. 2년을 소속 구단 없이 보내면서도 고용보험을 "나 말고도 필요한 사람이 있다"고 거절한 파본은 33세에 현역 은퇴를 선언했다.

## 수상
레알 마드리드
- 라 리가: 2002-03
- 수페르코파 데 에스파냐: 2003
- UEFA 챔피언스리그: 2001-02
- 인터콘티넨털컵: 2002
- UEFA 슈퍼컵: 2002